# Jungk Hill
Der Jungk Hill ist ein größtenteils eisfreier Hügel auf Black Island im Ross-Archipel vor der Scott-Küste des ostantarktischen Viktorialands. Er ragt 2,7 km nordöstlich des Mount Aurora auf.
Das Advisory Committee on Antarctic Names benannte ihn im Jahr 2001 nach Robert A. Jungk (* 1940) vom Unternehmen Antarctic Support Associates, der ab 1989 an der Einrichtung und dem Ausbau von Kommunikationssystemen auf Black Island beteiligt war und als Ingenieur für die dort 1995 in Betrieb genommene Satellitenstation fungiert hatte.